# Stazione di Milano Porta Romana
La stazione di Milano Porta Romana è una fermata ferroviaria posta sulla cintura sud di Milano, tra la fermata di Tibaldi e la fermata di Forlanini.
È collocata in corso Lodi, sotto un cavalcavia che sovrappassa i binari, ed è vicina alla fermata Lodi TIBB della linea M3 (gialla) della metropolitana.

## Storia

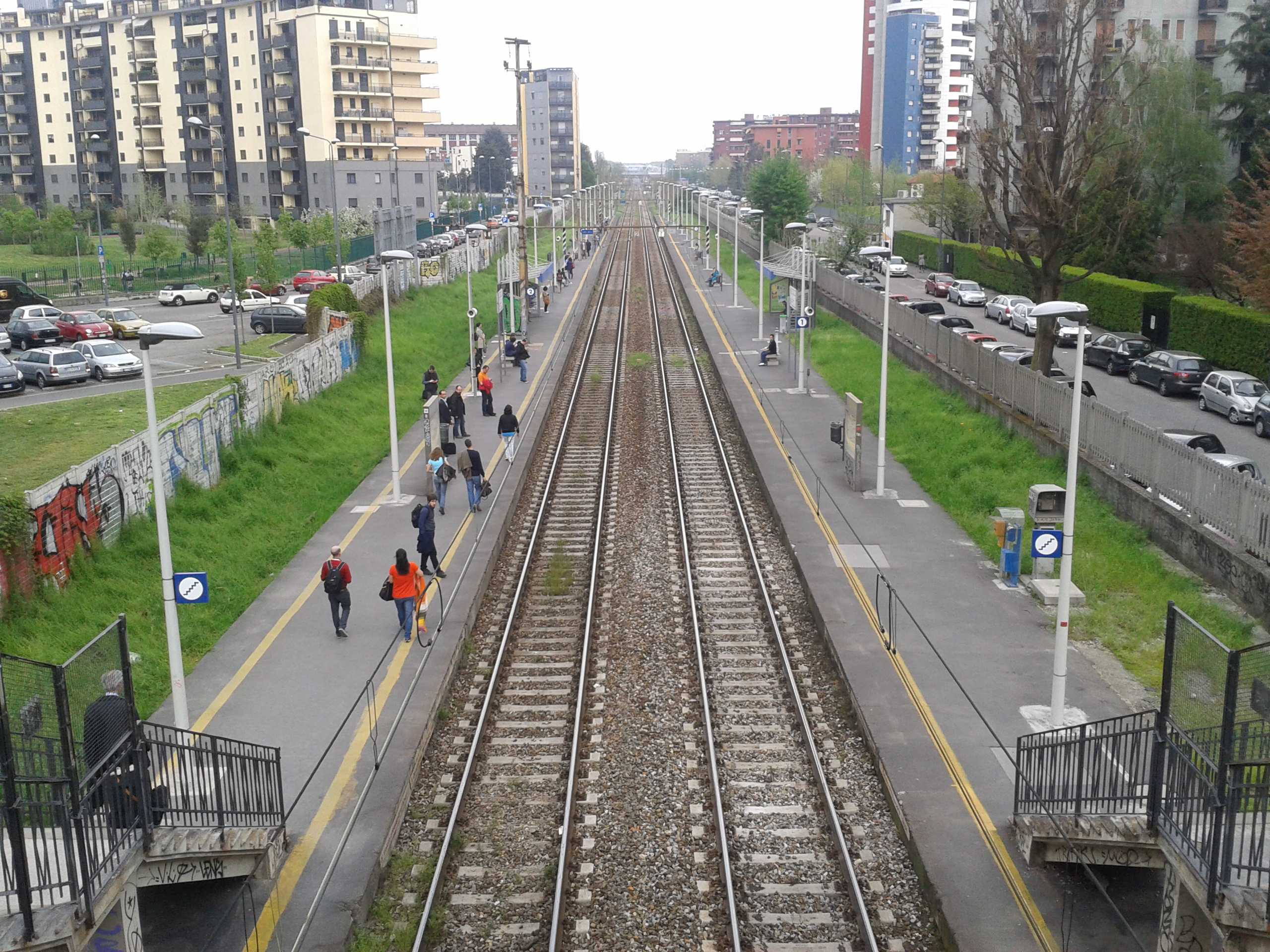
Binari visti dal cavalcavia della stazione di Milano Porta Romana

La stazione, in origine abilitata al solo servizio merci, fu attivata nel 1891 in contemporanea con l'apertura al traffico della linea di cintura sud. Nel 1931 la stazione fu abilitata anche al servizio passeggeri, grazie alla costruzione di un fabbricato viaggiatori.
In origine, il fabbricato viaggiatori era collegato a corso Lodi da un ponticello; questo fu eliminato nel 1938, a seguito dell'allargamento della sede stradale portata fino al fabbricato stesso.
La stazione verrà rinnovata entro le Olimpiadi invernali del 2026 per permettere un interscambio più agevole con la fermata della metropolitana M3 di Lodi TIBB.

## Strutture e impianti
Si tratta di una fermata di superficie a doppio binario con due banchine laterali alle quali si accede attraverso due scale, una per ogni banchina, dato che il fabbricato viaggiatori è posto a scavalco del piano del ferro. Anticamente i binari erano quattro, quelli attuali più altri due più esterni, i quali sono stati parzialmente rimossi per allargare le banchine e poter installare due piccole pensiline in acciaio e vetro.
Il fabbricato viaggiatori non svolge più la sua funzione originaria, al suo interno infatti trova sede un pub.

## Movimento
La fermata è servita dai treni della linea S9 (Saronno-Milano-Albairate) del servizio ferroviario suburbano di Milano, eserciti da Trenord, cadenzati a frequenza semioraria e simmetrici.
I binari sono disposti nel seguente modo:
- 1: i treni S9 provenienti da Albairate-Vermezzo, diretti a Saronno.
- 2: i treni S9 provenienti da Saronno, diretti a Albairate-Vermezzo.

## Interscambi
La stazione costituisce un interscambio con la fermata Lodi TIBB della Linea 3 della metropolitana di Milano, che si può raggiungere attraverso un breve tragitto a piedi.
Nelle vicinanze della stazione effettuano fermata alcune linee urbane di superficie, filoviarie ed automobilistiche, gestite da ATM.
- Fermata metropolitana (Lodi TIBB M3)
- Fermata filobus (Lodi M3, linee 90, 91 e 92)
- Fermata autobus